# Qurayn Abu al Bawl
Qurayn Abu al Bawl (también llamado Gurain al Balbul, Gurain al Bâlbûl, Qurain Abul Bul, Qurayn Aba al Bawl, Qurayn Abā al Bawl, Tuwayyir al Hamir') es el punto más alto de Catar, con una altitud de 103 metros (343 ft). Está ubicado al sur de la península catarí, cerca de la frontera con Arabia Saudita.